# Голод в Индии
Голод в Индии — социальное бедствие, периодически происходившее на Индийском субконтиненте и территориях современных стран Индия, Пакистан и Бангладеш. Наибольшего размаха данное явление достигло в период конца XVIII-го и на протяжении XIX-го веков. Исторические и легендарные свидетельства насчитывают порядка 90 случаев массового голода за всю 2500-летнюю историю. 14 случаев голода в Индии зафиксировано между XI-м и XVII-м веками. Последующие два с половиной столетия унесли жизни более чем 60 миллионов человек, последняя крупная вспышка голода произошла в Бенгалии в 1943 году. В гораздо меньших масштабах это бедствие коснулось индийского штата Бихар в декабре 1966 года. В дальнейшем, засуха в Махараштре в 1970—1973 годах продемонстрировала успешное развитие превентивных мер по борьбе с голодом. Вспышки голода в Британской Индии носили опустошительный характер и оказали значительный долгосрочный эффект на рост населения в регионе в XIX-м веке и начале XX-го века.